# أدري فان دير بول
أدري فان دير بول (بالهولندية: Adrie van der Poel)‏ مواليد 17 يونيو 1959 في هولندا، هو دراج هولندي سابق.

## سباقات أو مراحل فاز بها
- طواف فرنسا
- بطولة العالم لسباق الدراجات على الطريق